# Maire (Orne)
Die Maire ist ein kleiner Fluss im mittleren Westen von Frankreich, der im Département Orne der Region Normandie südwestlich der Stadt Argentan verläuft.

## Geografie

### Verlauf
Die Maire entspringt unter dem Namen Ruisseau du Pont de l’Épine im nordwestlichen Gemeindegebiet von Rânes, verläuft generell Richtung Nordost und mündet nach rund 16 Kilometern an der Gemeindegrenze von Écouché-les-Vallées und Sevrai als linker Nebenfluss in die Orne. Im Mündungsabschnitt quert die Maire die Bahnstrecke Argentan–Granville.

### Orte am Fluss
(Reihenfolge in Fließrichtung)
- La Nuguerie, Gemeinde Rânes
- La Hourdouillère, Gemeinde Faverolles
- La Bellangerie, Gemeinde Montreuil-au-Houlme
- La Hameau Gai, Gemeinde Lougé-sur-Maire
- Lougé-sur-Maire
- Saint-Ouen-sur-Maire, Gemeinde Écouché-les-Vallées
- Treize Saints, Gemeinde Écouché-les-Vallées
- La Misandière, Gemeinde Sevrai
- Le Moulin de Serans, Gemeinde Écouché-les-Vallées